# Herrarnas parhoppning i svikthopp i simhopp vid olympiska sommarspelen 2016
Herrarnas parhoppning i svikthopp i simhopp vid olympiska sommarspelen 2016 i Rio de Janeiro ägde rum 10 augusti i Maria Lenk Aquatics Center.

## Medaljörer
| Event                     | Guld                                     | Silver                        | Brons                  |
| 3 m parhoppning svikthopp | Chris Mears, Jack Laugher Storbritannien | Sam Dorman, Michael Hixon USA | Cao Yuan, Qin Kai Kina |

## Resultat
| Placering | Simhoppare                               | Hopp  | Hopp  | Hopp  | Hopp  | Hopp  | Hopp  | Totalt |
| Placering | Simhoppare                               | 1     | 2     | 3     | 4     | 5     | 6     | Totalt |
| --------- | ---------------------------------------- | ----- | ----- | ----- | ----- | ----- | ----- | ------ |
| 1         | Storbritannien Chris Mears Jack Laugher  | 52,80 | 53,40 | 84,66 | 85,68 | 86,58 | 91,20 | 454,32 |
| 2         | USA Sam Dorman Michael Hixon             | 50,40 | 50,40 | 85,68 | 87,15 | 78,54 | 98,04 | 450,21 |
| 3         | Kina Cao Yuan Qin Kai                    | 54,00 | 54,00 | 79,56 | 82,62 | 90,30 | 83,22 | 443,70 |
| 4         | Tyskland Stephan Feck Patrick Hausding   | 52,80 | 51,60 | 80,19 | 74,55 | 69,36 | 81,60 | 410,10 |
| 5         | Mexiko Jahir Ocampo Rommel Pacheco       | 51,00 | 50,40 | 82,62 | 69,30 | 74,46 | 77,52 | 405,30 |
| 6         | Italien Andrea Chiarabini Giovanni Tocci | 52,80 | 51,00 | 80,58 | 64,98 | 70,35 | 75,48 | 395,19 |
| 7         | Ryssland Evgenj Kuznetsov Ilja Zacharov  | 53,40 | 51,60 | 76,50 | 62,01 | 63,00 | 78,66 | 385,17 |
| 8         | Brasilien Ian Matos Luiz Outerelo        | 48,60 | 28,80 | 61,38 | 66,33 | 70,38 | 57,12 | 332,61 |